# 煤市街第二旅馆
煤市街第二旅馆，位于北京市西城区煤市街75号，是一座旅馆。现为西城区普查登记文物。

## 简介
煤市街第二旅馆的建筑大约建于清末民初，原先为客栈。该建筑的临街部分为二层，后边大部分为三层，砖木结构。该建筑坐西朝东，占地东西长31米、南北宽7至18米。平面可分成两个部分，组成了一个不规则的“L”形。临街部分是两开间二层，屋顶采用三卷勾连搭，原来是青砖清水墙面，设有壁柱和腰檐。一层北间开门，其他各间开窗，门窗都是矩形，但是上面都作略带拱起的砖雕券饰。入门以一间为走道，到内天井，另一间是账房、接待室。天井由三幢三层楼房围合而成，东楼、西楼各四间，北楼三间，都是五檩前出廊。楼梯设在南楼两端。楼房间设有平顶围廊连接，形成“跑马廊”。房顶是中国传统的抬梁式结构，硬山顶，仰合瓦屋面。